# Ægteskabsforsikringen
Ægteskabsforsikringen (originaltitel The Reckless Age) er en amerikansk stumfilm fra 1924 instrueret af Harry A. Pollard.

## Medvirkende
- Reginald Denny som Dick Minot
- Ruth Dwyer som Cynthia Meyrick
- John Steppling som Spencer Meyrick
- May Wallace som Auntie Meyrick
- William Austin som Lord Harrowby
- Tom McGuire som Martin Wall
- Fred Malatesta som Manuel Gonzales
- Henry A. Barrows som John Thacker
- Frederick Vroom som Owen Johnson